# Brogliaccio Pallavolo Ancône
Pour les articles homonymes, voir Ancône.
Le Brogliaccio Pallavolo Ancône est un club de volley-ball féminin d'Ancône (et qui a porté plusieurs noms différents en raison de changements de sponsors principaux) qui n'évolue pas dans les deux premières divisions nationales.

## Palmarès
- Coupe des Coupes : 1994
- Coupe de la CEV : 1988